# Aeroportul Long Apung
Aeroportul Long Apung (IATA: LPU, ICAO: WRLP) este un aeroport din Kalimantanul de Est, Indonezia ce deservește zona Long Ampung⁠(d). A fost numit după zona deservită.
Situat la o altitudine de 655 m, aeroportul dispune de o singură pistă.